# Analitička filozofija
Analitička filozofija je opći naziv za stil filozofije koji je započeo dominirati u zemljama engleskog govornog područja u 20. stoljeću. U SAD-u, Ujedinjenom Kraljevstvu, Kanadi, Australiji i Novom Zelandu sveučilišni se odsjeci za filozofiju u velikoj većini samoidentificiraju kao «analitički». 
 Zbog ove širine teško je identificirati relevantne filozofske tvrdnje koje bi bile zajedničke cijeloj analitičkoj filozofiji. Naziv «analitička filozofija» može označavati samo obiteljsku sličnost među nesuglasnim filozofskim pogledima ili povijesnim linijama utjecaja. Ako se može napraviti široka generalizacija, analitička filozofija je definirana njezinom naglasku na jasnosti i argumentu često postignuto modernom formalnom logikom, analizom jezika i uvažavanjem relevantnih znanstvenih rezultata i oslanjanjem na iste. Povijesni korijeni analitičke filozofije se mogu sažeto opisati u trima općenitim idejama:
- Prvo, pozitivističko stajalište da nema posebnih filozofskih istina i da je predmet filozofije logičko razjašnjenje misli. To je nasuprot tradicionalnom fundacionalizmu, započevši od Aristotela, koji gleda filozofiju kao posebnu znanost, najvišu, koja istražuje temeljne razloge i principe svega. Kao rezultat analitički filozofi su često smatrali svoje istraživanja sukladna s ili podređena onima u prirodnim znanostima.
- Drugo, stajalište da logičko razjašnjenje misli se samo može postići analizom logičkog oblika filozofskih tvrdnji. Logički oblik tvrdnji je način prikazivanja tih tvrdnji (često koristeći gramatiku i simbole formalnih logičkih sistema) da prikaže svoju sličnost s ostalim tvrdnjama toga tipa. Ali, analitički se filozofi naširoko ne slažu o točnom logičkom obliku svakodnevnog jezika.
- Treće, odbijanje velikih filozofskih sistema nauštrb velike pozornosti na detalje. Među nekim analitičkih filozofima (ali ne među svima) to odbijanje «velike teorije» je dobilo oblik obrane zdravog razuma i svakodnevice protiv pretenzija metafizičara.

## Povijest
U ranom 20. stoljeću engleski filozofi Bertrand Russell i G. E. Moore su koristili konceptualnu analizu da kritiziraju tada dominantni oblik hegelijanizma, odbijajući njegov idealizam i opskurnost. Njihov pristup je bio osnažen kretanjem pozitivističko orijentiranih kontinentalnih filozofa u zemlje engleskog govornog područja u prvoj polovici stoljeća. Analitička filozofija poslije 2. svjetskog rata kasnije je otišla u nekoliko smjerova uključujući odbacivanje formalne analize nauštrb detaljnog proučavanja prirodnog jezika, istraga logičkih temelja jezika i obnovljen interes u etičke implikacije analitičke metode.

### Nadmoćnost logike
Gottlob Frege i Edmund Husserl su bile ključne figure u filozofiji matematike ranog dvadesetog stoljeća. Husserlova Filozofija Matematike, inspirirana učenjima Karla Weierstrassa, pokušavala je pokazati da koncept kardinalnog broja, dobiven od konkretnih činova grupiranja objekata i njihovih brojanja, je temelj aritmetike. Husserlov pristup je bio strogo osuđen kao psihologizam u jednoj recenziji Fregea koji je imao pogled da matematika i logika imaju svoju valjanost neovisnu od prosudbi i mentalnih stanja pojedinih matematičara i logičara. Fregeovo vlastito djelo Begriffschrift (Pojmovno pismo) je razvilo koncepte specifičnog oblika moderne logike korištenjem ideja smisla i značenja. Frege je dalje razvio svoju filozofiju logike i matematike u Temeljima aritmetike (Die Grundlagen der Arithmetik) i Osnovnim zakonima aritmetike (Die Grundgesetze der Arithmetik) gdje daje alternativu psihologističkom konceptu broja.
Bertrand Russell i Alfred North Whitehead su pokušali pokazati da je matematika svediva na fundamentalne logičke principe. Njihova Principia Mathematica (1919 – 1913) je ohrabrila mnoge filozofe da se ponovno zainteresiraju za razvoj simboličke logike. To je zauzvrat doprinijelo evoluciji logičkog pozitivizma koji je koristio formalna logička oruđa da podupre empiristički iskaz našega svijeta. Filozofi kao Rudolf Carnap i Hans Reichenbach s ostalim članovima Bečkog kruga smatrali su da istine logike i matematike su tautologije i da tautologije zajedno s provjerljivim empirijskim tvrdnjama konstituiraju cijeli svemir smislenih sudova; sve ostalo je, strogo govoreći, besmisleno (u što spada npr. tvrdnje etike, estetike i teologije). Inzistiranje Karla Poppera na ulozi falsifikacije u filozofiji znanosti je bila reakcija na logički pozitivizam.

## Formalizam i prirodni jezici
Dio analitičkog pristupa je razjašnjenje filozofskih problema proučavanjem jezika koji ih izražava. Dvije glavne struje prolaze kroz tu tradiciju: formalizam i prirodni jezici.
Prva struja želi razumjeti jezik, i stoga filozofske probleme, korištenjem formalne logike tj. želi formalizirati način tvorbe filozofskh tvrdnji. Ovaj pogled je preuzet u mnogim formulacijama, uključujući simboličku logiku, koja pretpostavlja primarnu važnost smisla i reference u stvaranju značenja, kao i teorem nekompletnosti Kurta Gödela, teorija određenih opisa Bertranda Russella, teorija falsifikacije Karla Poppera i semantička teorija istine Alfreda Tarskija.
Druga struja želi razumjeti filozofske ideje brižnim i temeljitim proučavanjem prirodnog jezika koji ih izražava – često s naglaskom na važnosti zdravog razuma u ophođenju s teškim konceptima.
Te se dvije struje isprepleću, ponekad nepomirljivo u opoziciji, ponekad identične. U slavnom slučaju, Wittgenstein je započeo u formalističkoj struji ali završio u struji prirodnog jezika.

## Formalizam

### Logički atomizam
Analitička filozofija ima svoje korijene u Fregeovom razvoju logike predikata. To je dozvolilo mnogo većem broju rečenica da se prikažu u logičkom obliku. Bertrand Russell ju je posvojio kao svoj glavni filozofski alat; alat za kojeg je on smatrao da može pokazati ispodpovršinsku strukturu filozofskih problema.  Na primjer hrvatska riječ «je» se može analizirati na tri načina:
- u 'mačka je životinja': je predikacije kaže da 'x je P': P(x)
- u 'neki auto je crven': je isto tako izražava predikaciju, tvrdi se postojanje određenih klasa predmeta koje stoje u odnosu koordinacije. TO je egzistencijalni sud, simbolički izražen: ∃x(A(x) & C(x))
- u 'avion je zrakoplov': je ovdje stoji kao predikat identiteta, je x isto kao y: x=y

Russell je namjeravao riješiti različite filozofske probleme primjenjivanjem metode analize obogaćene konceptualnim aparatom suvremene simboličke logike, razvitku koje je i sam puno doprinio.
Svoju analitičku metodu Russell je primijenio u svrhu rješavanja različitih filozofskih problema. Jedan od tada značajnijih problema je bio problem referencije ne postojećih predmeta. Russell je uzeo primjer rečenice: 'Sadašnji kralj Francuske je ćelav.'Ova rečenica je očito kriva, jer Francuska nema kralja. Što bi značilo da negacija ove rečenice treba tvoriti istinitu rečenicu. No, negacija ove rečenice glasi 'Sadašnji kralj Francuske nije ćelav.'-što je isto tako ne istinito. U Russellovo vrijeme postojala je teorija referencije po kojoj sve naše riječi referiraju na nekakve objekte, tako se smatralo da u prije spomenutom primjeru izraz 'sadašnji kralj Francuske' očito ne referira na nešto što postoji u našem svijetu (egzistira), nego se uzimalo da ono postoji na neki drugi način (subzistira). To referiranje na subzistentne entitete (koji postoje objektivno, samo na drukčiji način od svakidašnjih objekata koje možemo percipirati) je omogućilo ubrajanje svakojakih čudnih predmeta u našu ontologiju (poput okruglih kvadrata, drvenih željeza i tome slično).
Russell se nije slagao s tom teorijom, smatrao je da ne postoje takvi subzistentni predmeti na koje naše riječi referiraju. U tu svrhu razvio je svoju teoriju određenih opisa. Prema toj teoriji izrazi poput 'sadašnji kralj Francuske, 'pegaz', 'zmaj' itd. su zapravo skriveni opisi. Prema Russellu rečenicu 'Sadašnji kralj Francuske je ćelav' bi trebali protumačiti na sljedeći način:
Postoji točno jedna osoba koja je kralj Francuske i ta osoba je ćelava (simbolički zapisano: ∃x[(Kx &  ∀y(Ky  → y=x)) & Bx]).Kad je ta rečenica iskazana kao egzistencijalna tvrdnja onda možemo vidjeti da nam ne treba obvezivanje na postojanje subzistentnih predmeta. Jer negacija prethodne rečenice glasi 'ne postoji takva osoba koja je kralj Francuske i koja je ujedno ćelava.Drugim riječima svojom teorijom određenih opisa Russel je omogućio smisleno govorenje o ne opstojućim predmetima, bez da se obvezujemo na njihovo postojanje.

### Tractatus
Kao mladi austrijski vojnik, Ludwig Wittgenstein je proširio i razvio Russellov logički atomizam u jedan opsežan sistem u kratkoj knjizi Tractatus logico-philosophicus. Argument unutar nje predlaže da je svijet postojanje određenih stanja stvari i da se ta stanja stvari mogu prikazati jezikom predikatne logike prvog reda. Stoga se slika svijeta može načiniti iskazivanjem atomskih činjenica u atomskim propozicijama i međusobnim povezivanjem s logičkim operatorima.
Jedan od središnjih pokreta u analitičkoj filozofiji je blisko povezan s ovom tvrdnjom iz Tractatusa:
5.6 Granice mojeg jezika znače granice mojeg svijeta.
Ovaj stav je jedan od razloga za blisku vezu filozofije jezika i analitičke filozofije. Jezik, prema ovom pogledu je glavno – ili možda jedino – oruđe filozofa. Za Wittgensteina i mnoge analitičke filozofe, filozofija se sastoji od razjašnjavanja kako jezik može biti uporabljen. Nada je da kada jezik bude korišten jasno, filozofski problemi će se početi rastapati.
Wittgenstein je mislio da je dao «zadnje rješenje» svim filozofskim problemima i stoga je postao školski profesor. Ipak, kasnije se vratio neadekvatnosti logičkog atomizma i još dalje proširio filozofiju jezika s onim što je postala njegova posmrtna knjiga Filozofska istraživanja.

## Prirodni jezik

### Reakcija protiv idealizma
G. E. Moorov slavni dokaz vanjskog svijeta se sastojao od toga da je podignuo ruku i izjavio "ovdje je jedna ruka." Još je uvijek znatna literatura koja se tiče kako bi Moorov dokaz trebao raditi, dok neki kritici tvrde da jednostavno traži pitanje protiv skeptika. Bez obzira, Moorov dokaz je bio važan i karakterističan za analitičku filozofiju zbog njenog oslonca na zdravom razumu i njenim ciljem spašavanja fenomena predreflektivnih zdravorazumskih prosudbi. Moore je reagirao na britanski posthegelovski idealizam, na kojeg je on gledao da gradi spekulativne metafizičke sisteme na temelju nesigurnih filozofskih principa.   

### Filozofija običnog jezika
Filozofija običnog jezika je bila povezana s filozofima kao Austin, Ryle, Searl i učenjima kasnog Wittgensteina.
Mnogi rani analitički filozofi su smatrali da jezik sakriva logički oblik rečenice i da bi filozofi trebali prikazati taj logički oblik sistematiziranjem uporabe ili čak konstruiranjem idealnih jezika. U kontrastu, filozofi običnog jezika se držali da jezik već odražava velik broj suptlinih razlika koje su ostale neotkrivene u formulaciji tradicionalnih filozofskih problema. Dok škole kao logički pozitivizam su usredotočene na logičke izraze, pretpostavljeni da su univerzalni i odvojeni od kontigentnih faktora (kao kultura, jezik i povijesni uvjeti), filozofija običnog jezika naglašava uporabu jezika od strane običnih ljudi. Može se onda tvrditi da filozofija običnog jezika je više sociološkog utemeljenja jer se bitno usredotočuje na uporabu jezika unutar društvenog konteksta.
Filozofija običnog jezika je često bila korištena da eliminira filozofske probleme, prikazujući ih kao posljedice fundamentalnog nerazumijevanja glede svakodnevne uporabe važnih lingvističkih izraza. Stvarno, to je očito kod Ryla (koji je pokušao se riješiti "Descartesovog mita") kao i kod Wittgensteina, među ostalima. 

### Semantika prirodnog jezika
U kasnim 60-ima i dalje, bio je rastući interes za formalnim semantičkim tretiranjem prirodnih jezika, ali bez pretpostavka logičkog pozitivizma u kojem obliku mora biti taj semantički tretman. Donald Davidson je bio najpoznatija figura u tom trendu. Davidson je držao da lingvistička teorija bi trebala uzeti oblik konačnog skupa pravila koja bi dala istinosne uvjete za svaku potencijalnu rečenicu jezika.

## Logički pozitivizam i logički empirizam
Logički pozitivizam je bio dominantni trend u analitičkoj filozofiji tijekom prve polovice dvadesetog stoljeća. Pozitivisti su gledali na filozofiju s jednom vrlo uskom ulogom. Za njih, filozofije se tiće razjašnjenje misli radije nego da ima svoj vlastiti predmet. Pozitivisti su tipično zauzeli neku inačicu verifikacionizma prema kojemu svaka smislena neanalitička tvrdnja je sposobna da bude provjerena pomoću još osnovnijih tvrdnji o iskustvu ili promatranju. To je dovelo do toga da su logički pozitivisti odbacili mnoge tradicionalne probleme filozofije, osobito metafiziku i ontologiju, kao besmislene.
Iako doktrina logičkog atomizma Bertranda Russella nije smatrana dijelom logičkog pozitivizma, imala je utjecaj na logički pozitivizam te su dijelili određene stavove. Mnogi od ranih pozitivista su bili članovi Bečkog kruga i tijekom tog vremenskog razdoblja Tractatus Ludwiga Wittgensteina je smatran inspirativnim dijelom od strane članova Bečkog kruga. Postupno je logički pozitivizam gubio utjecaj u poslijeratnom razdoblju, iako suvremeni analitički filozofi nastavljaju proučavati glavna djela pozitivista. Richard Rorty je često identificirao ključna djela povezana s nestankom pozitivizma kao Wittgensteinova Filozofska Istraživanja, Quinove Dvije dogme empirizma i Sellarsov Empirizam i filozofija uma, iako to ne mora odražavati konzensus kod povjesničara analitičke filozofije.

## Filozofija uma i kognitivna znanost
Motivirani interesom pozitivista za verifikacionizam, biheviorizam je bila glavna teorija u filozofiji uma prvih 50 godina 20. stoljeća. Behavioristi su tvrdili ili da tvrdnje o umu su jednake tvrdnjama o ponašanju ili dispozicijama da se ponaša na određeni način ili da mentalna stanja su jednaka u ponašanju ili dispoziciji da se ponaša. Kasnije je behaviorizam postao manje popularan, u korist različnog fizikalizma i funkcionalizma, teorije koje su indentificirale mentalna stanja s moždanim stanjima. Tijekom tog razdoblja teme u filozofiji uma su često bile u bliskom kontaktu s problemima u kognitivnoj znanosti kao modularnost ili urođenost. Napokon, analitička filozofija je imala puno filozofa koji su bili dualisti i noviji oblici dualizma svojstva su se ponovno pojavili s Davidom Chalmersom kao najpoznatijim predstavnikom.

## Etika u analitičkoj filozofiji
Kao nuspojava usredotočenja na logiku i jezik u ranim godinama analitičke filozofije, tradicija je inicijalno malo mogla reći o etici. Među ranim analitičarima je bio stav da je ta disciplina nesistematična i samo izražavala osobne stavove o kojima bi filozofija mogla malo ili ništa reći. Wittgenstein u Tractatusu radi opaske da vrijednosti ne mogu biti dio svijeta i ako su uopće nešto, moraju na neki način biti nad svijetom ili izvan svijeta i da stoga jezik koji opisuje svijet ne može ništa reći o njima. Jedna interpretacija tih opaski je našla izraz u doktrini logičkih pozitivista da tvrdnje o vrijednosti - uključujući sve etičke i estetičke prosudbe - su, kao metafizičke tvrdnje, doslovne besmislene i stoga nekognitivne; tj. nisu moguće da budu istinite ili neistinite. Socijalna i politička filozofija, estetika i različite uže specijalizirane grane kao filozofija povijesti su bile na margini analitičke filozofije u jednom razdoblju.
U 50-ima počele su se pojavljivati rasprave o tome da li - i ako da, kako - su etičke tvrdnje nekognitivne. Charles Stevenson je podržavao ekspresivizam a R. M. Hare je zagovarao pogled zvan univerzalni preskriptivizam. Phillipa Foot je doprinijela s nekoliko eseja napadajući te pozicije i kolaps logičkog pozitivizma kao kohezivnog istraživačkog programa je doveo do ponovnog interesa za etiku. Možda najutjecajnija u tom području je bila Elizabeth Anscombe čiju znamenitu monografiju "Namjera" je Donald Davidson nazvao "najvažniji rad o akciji od Aristotela" i koja je naširoko smatrana kao remek djelo moralne psihologije. Omiljena studentica i bliska prijateljica Ludwiga Wittgensteina, njezin članak iz 1958. "Moderna moralna filozofija" uveo je izraz "konsekvencijalizam"  u filozofski rječnik, objavio da "je-trebao bi" pristup etici je slijepa ulica i doveo do uskrsnuća etike vrline.

## Analitička filozofija religije
Kao i s etikom, rana analitička filozofija je izbjegavala proučavanje filozofije religije, smatrajući predmet dijelom metafizike i beznačajnim. Kolaps logičkog pozitivizma obnovio je interes za filozofijom religije, pozivajući filozofe kao Williama Alstona, John Mackiea, Alvina Plantingu, Roberta Merrihewa Adamsa i Anthonyja Flewa ne samo da uvedu nove probleme, već i da ponovno otvore klasične kao priroda čuda i argumenti za i protiv postojanja boga.
Plantinga, Mackie i Flew raspravljali su o valjanosti obrane slobodnom voljom kao način da se riješi problem zla. Alston, hrvajući se s posljedicama analitičke filozofije jezika, radio je na prirodi religijskog jezika. Adams je radio na odnosu vjere i morala.
Analitička filozofija religije je isto bila zaokupljena Ludwigom Wittgensteinom i njegovom interpretacijom filozofije religije Sørena Kierkegaarda. Koristeći primjedbe (koje će kasnije biti izdane kao Filozofska Istraživanja, Kultura i vrijednost i ostala dijela) filozofi kao Peter Winch i Norman Malcolm su razvili fidestičku interpretaciju Wittgensteina. Reagirajući na tu interpretaciju, Kai Nielsen i D.Z. Philips su postali najpoznatiji filozofi o Wittgensteinovoj filozofiji religije.

## Politička filozofija
Sadašnja analitička filozofija politike puno duguje Johnu Rawlsu koji je u seriji radova od 50-ih pa nadalje (najpoznatiji "Dva koncepta pravila" i "Pravda kao poštenje") i svojoj knjizi iz 1971. Teorija pravde proizveo sofisticiranu i dobro opravdanu obranu liberalne socijalne države. Uskoro poslije toga je uslijedila knjiga Rawlsovog kolege Roberta Nozicka Anarhija, država i utopija - obranu libertarijanizma slobodnog tržišta. Isiah Berlin je imao značajni utjecaj na analitičku političku filozofiju sa svojim predavanjem naziva Dva koncepta slobode.

### Analitički marksizam
Drugi zanimljivi razvoj u areni političke filozofije je pojavljivanje škole poznate kao analitički marksizam. Članovi te škole su htjeli primijeniti tehnike analitičke filozofije s alatima modernih društvenih znanosti kao teorija racionalnog odabira za razjašnjenje teorija Karla Marxa i njegovih nasljednika. Najpoznatiji član te škole je oxfordski profesor G. A. Cohen, čije djelo iz 1978. Teorija povijesti Karla Marxa:Jedna obrana se općenito smatra postankom te škole. U toj knjizi Cohen je pokušao primijeniti oruđa logičke i lingvističke analize za pojašnjenje i obranu Marxove materijalističke koncepcije povijesti. U ostale poznate analitičke marksiste spadaju ekonomist John Roemer, društveni znanstvenik Jon Elster i sociolog Erik Olin Wright. Svi ti ljudi su pokušali nadograšivati na Cohenovom radu s korištenjem modernih metoda društvenih znanosti, kao teorija racionalnog odabira, da nadopune Cohenovu uporabu analitičkih filozofskih metoda u interpretaciji Marksističke teorije.
Cohen sam bi se kasnije sukobio s Rawlsovom političkom filozofijom u pokušaju da pokrene socijalističku teoriju pravde koja je u kontrastu s tradicionalnim marksizmom i teorijama Rawlsa i Nozicka. Detaljnije, pokazuje prema Marxovom principu: Od svakoga prema njegovim sposobnostima, svakome prema njegovim potrebama.

### Komunitarizam
Komunitaristi kao Alasdair MacIntyre, Charles Taylor, Michael Walzer i Michael Sandel pokreću kritiku liberalizma koja koristi analitičke tehnike da izolira ključne pretpostavke liberalnih individualista kao Rawls i tada preispituju te pretpostavke. Detaljnije, komunitaristi preispituju liberalne pretpostavke da se pojedinac može gledati kao potpuno autonoman od zajednice u kojoj živi i bio je odgojen. Umjesto toga oni predlažu koncept individualca koji naglašava ulogu koju zajednica igra u oblikovanju njegovih vrijednosti, mislenih procesa i stavova.

## Analitička metafizika
Jedan veliki raskid s ranom analitičkom filozofijom je oživljavanje metafizičkog teoriziranja u drugoj polovici dvadesetog stoljeća. Filozofi kao David Lewis i David Armstrong su razvili složene teorije na domenu tema kao univerzalije, kauzacija, mogućnost i nužnost i apstraktni objekti.
Među razvojima koji su donijeli do oživljavanja metafizičkog teoretiziranja je Quinov napad na analitičko-sintetičku distinkciju za koju se općenito smatra da narušava Carnapovu distinkciju pitanja postojanja koja su unutar nekog okvira i ona koja su izvan njega.

## Daljnje čitanje
- London Philosophy Study Guide  Arhivirana inačica izvorne stranice od 23. rujna 2009. (Wayback Machine) nudi mnoge sugestije za što se može čitati, oviseći o učenikovom poznavanju materije: Frege, Russell, i Wittgenstein

## Vanjske poveznice
- Analytic Philosophy; Internet Encyclopedia of Philosophy
- Conceptions of Analysis in Analytic Philosophy; Stanford Encyclopedia of Philosophy
- Europsko društvo za analitičku filozofiju
- Hrvatsko društvo za analitičku filozofiju
- http://plato.stanford.edu/ Stanford encyclopedia of Philosophy
- http://www.u.arizona.edu/~chalmers/biblio/others.html  Arhivirana inačica izvorne stranice od 18. listopada 2000. (Wayback Machine)